# Araiobelus
Araiobelus là một chi bọ cánh cứng trong họ Belidae.